# Geranium renifolium
Geranium renifolium är en näveväxtart som beskrevs av Georg Hans Emmo Emo Wolfgang Hieronymus. Geranium renifolium ingår i släktet nävor, och familjen näveväxter. Inga underarter finns listade i Catalogue of Life.